# رکس گیلدو
رکس گیلدو (آلمانی: Rex Gildo; ۲ ژوئیهٔ ۱۹۳۶ – ۲۶ اکتبر ۱۹۹۹) هنرپیشه و خواننده اهل آلمان بود.